# Iwankiwci (rejon krzemieniecki)
Iwankiwci (ukr. Іванківці; do 1956 Jankowce) – wieś na Ukrainie, w obwodzie tarnopolskim, w rejonie krzemienieckim.